# Moinhos do Bairro do Caramão

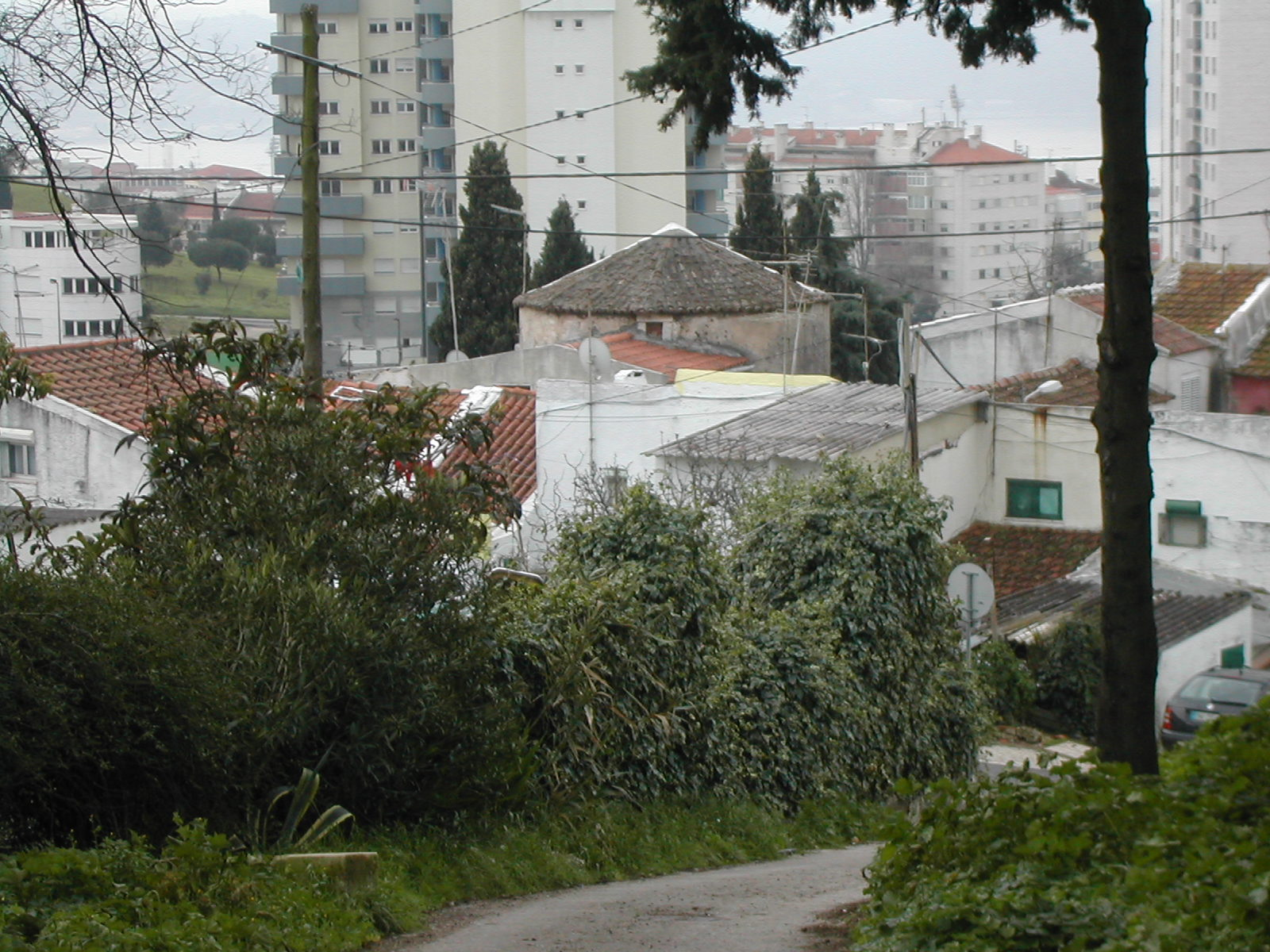
Moinho no Bairro do Caramão da Ajuda.

Os Moinhos do Bairro do Caramão são três moinhos de vento situados no Bairro do Caramão, nas freguesias da Ajuda e Belém, em Lisboa.
Os moinhos do Bairro do Caramão da Ajuda foram edificados provavelmente no século XVIII, na Serra de Monsanto. Ao contrário dos moinhos de Santana, encontram-se num estado precário.
Está prevista a requalificação dos moinhos por parte das juntas de freguesia da Ajuda e de Belém